# بوئینگ مدل ۸
Model 8 (به انگلیسی: Boeing_Model_8) یک هواگرد ملخ‌پیشین تک‌موتوره از نوع دوموتوره تجاری ساخت شرکت Boeing است. هواگرد Model 8 نخستین پروازش را در ۲۴ مه ۱۹۲۰ میلادی انجام داد. در مجموع، تعداد ۱ فروند از این هواگرد ساخته شده‌است.